# 심리학
심리학(한국 한자: 心理學, 영어: Psychology)은 인간과 동물의 행동과 그 행동에 관련된 심리적, 생리적, 사회적 과정 그리고 이 둘 사이의 상호작용을 과학적으로 연구하는 경험과학의 한 분야를 뜻한다. 인지심리학, 발달 심리학, 변질 심리학 따위의 여러 갈래로 나누며, 산업, 교육, 인문과학, 자연과학, 공학, 예술 등과 실생활에 널리 응용되고 있다.
심리학은 연구 분야에 따라 크게 심리학의 기초 원리와 이론을 다루는 '기초심리학'과 이러한 원리와 이론의 실제 문제를 해결하기 위한 '응용심리학'으로 나뉘며, 2020년 기준으로 한국의 경우에는 14개 분과, 미국의 경우 본과 제외 56개 분과가 있다.
고대로부터 철학의 한 분야로 간주되었는데, 이런 이유는 마음이란 물질이 아니기에 과학적 연구대상이 될 수 없다고 보았기 때문이다. 그러다가 19세기 후반에 과학적인 연구가 진행되면서 철학에서 분화되어 독립적인 학문적 체계를 구축하게 되었다.
오늘날 심리학은 과거 철학자들이 하던 사색의 방향을 떠나서 엄밀한 과학적 실험을 주된 방법으로 사용한다. 그래서 심리학은 인문학, 자연과학, 사회과학의 일부로 자처하기도 한다. 문제를 엄격한 연구법에 따라 경험적으로 접근하는 특징을 지녔기 때문에 사회과학 중에서도 가장 과학적이고 엄격한 접근을 취하는 학문으로 여겨진다. 그러나 기본적으로 사색에 기인하고 있고 페미니즘 계열 학자와 같이 심리학을 인문학으로 보는 경향도 매우 강하다.
심리학은 다양한 분야에 공헌을 하고 있는데, 이는 인간이 관계된 모든 분야에서 직접적으로나 간접적으로 인간의 행동과 사고에 관한 연구인 심리학의 학문적 뒷받침이 요구되기 때문이다. 특히 고도의 정보화 사회가 되어가면서 인간의 삶의 질과 관계된 문제들이 점점 더 그 중요성을 더하고 있고 이러한 문제에는 감각, 지각, 사고, 성격, 지능, 적성 등의 인간 특징들이 고려되어야 하기 때문에 인간의 행동과 기저 원리를 밝히는 심리학은 미래 사회에서 점점 더 그 중요성이 높아질 것으로 예상되고 있다.

## 정의와 어원

### 정의
심리학의 다양성으로 인해 확정적인 정의를 내리는 데 많은 어려움이 있어서 심리학자들 간에는 심리학의 정의, 목표, 연구방법을 설명하는 데 이견이 있다. 그러나 일반적으로 다음 두 가지 측면을 고려하여 심리학을 정의할 수 있다. 첫째, 심리학은 인간행동의 포괄적인 설명에 목표를 두고 있다. 둘째, 심리학이 과학이 되기 위해서는 엄격한 정의, 분명하게 규정된 절차, 그리고 결과의 항상성을 강조하는 일반화된 과학적 방법론을 따라야 한다. 이러한 두 가지 중요 요인을 고려한다면, 심리학은 ‘인간의 정신과정과 행동에 관한 과학적 연구'라고 정의할 수 있다.

### 어원
심리학(psychology)이라는 단어는 영혼이라는 뜻의 그리스어 psyche와 어떤 주제를 연구한다는 의미의 logos가 합쳐진 것으로, 초기에는 심리학을 ‘영혼에 대한 탐구’라고 하였다. 이것은 초기 심리학자들이 신학의 영향을 받은 것으로 볼 수 있다. 17세기 영국의 임상의학을 대표했던 토머스 윌리스(1621년 - 1675년)가 정신과적 치료의 목적으로 뇌의 기능을 연구하면서 "정신의 법칙"을 다루는 학문으로서 '심리학(psychology)'이라는 용어를 만들어 처음으로 사용하였다.

## 역사

### 철학 및 과학적인 바탕
기원전부터 심리학에 대한 탐구는 계속 있어왔다고 할 수 있다. 다만 '심리학'이란 개념을 사용하지 않았을 뿐이었다. 현대 심리학의 정립 이전의 심리학은 그 경계가 모호하였으며 철학자들이 다루는 영역으로 간주되어 왔다. 일찍이 플라톤과 아리스토텔레스는 인식론에 관한 문제를 다루었으며, 그에 대한 논쟁은 르네상스 이후 데카르트와 스피노자 등으로 이어지게 되었다. 특히 데카르트는 유명한 심-신 문제에 있어서 이원론을 주장함으로써 마음과 몸이 별개의 실체임을 주장하여 마음에 대한 경험과학적 탐구를 중시하는 현대 심리학의 입장과는 사뭇 다른 입장을 갖고 있었다고 할 수 있다.
파티마 칼리파조의 선구적인 과학자 이븐 알하이탐은 1010년 출간된 그의 《광학》에서 실험적인 방법을 사용하여 심리학적 개념으로서 시각을 설명하고 있다. 독일 스콜라 철학자 루돌프 괴켈(라틴어 이름: 루돌프 고클레니우스)는 1590년 출간한 그의 저서에서 처음으로 조건을 사용한 심리 실험을 다루고 있다. 이 보다 60년 전 크로아티아의 휴머니스트 마르코 마루릭은 조건을 사용한 그의 작업 목록을 남겼으나 그 내용은 소실되었다.
독일의 형이상학 철학자 볼프가 그의 저서 《심리 실험과 심리 추론(Psychologia empirica and Psychologia rationalis, 1732년-1734년)》을 출간함으로써 조건을 사용한 실험은 일반적인 심리 실험의 방법이 되었다. 디드로는 이러한 심리 실험과 심리 추론의 차이점에 대해 그의 《백과사전》에 기술하였고 비랑에 의해 프랑스에서 널리 알려지게 되었다.

### 심리학의 성립
19세기 후반에 이르러 기존의 철학의 한 분야로 취급되던 심리학은 점차 철학에서 분화되어 과학의 한 분야로 자리잡아 나가게 되었다. 그 시작은 1879년, "심리학의 아버지"라 불리는 빌헬름 분트가 라이프치히 대학에 첫 심리학 연구소인 정신물리실험실을 개설하면서 부터였다. 분트는 자신을 '심리학자'라고 했으며, 심리학이 독립된 하나의 학문으로 자리매김하는데 큰 역할을 했다. 또한 그는 심리학을 직접경험 학문이라 정의했으며, 연구 방법론으로는 '내성법'을 주장하였다.
비슷한 시기에 심리학에 대한 과학적인 연구와 실험이 이어졌는데, 독일의 에빙하우스가 베를린 대학에서 기억과 망각에 대한 선구적인 실험을 수행하여 1885년 망각곡선 가설과 간격효과에 대해 발표했다. 1890년 미국의 철학자 윌리엄 제임스는 당시 심리학에서 다루는 주요 문제에 초점을 맞추어 《심리학의 원리》(The Principles of Psychology)라는 책을 저술, 출간하였다. 또한 러시아의 파블로프는 유명한 고전적 조건형성 실험을 통하여 학습 과정을 연구하였다.
근대 이전에 마음이란 신체와 완전히 분리되어 있다고 보았다. 마음은 영혼의 표현이라고 생각했으며, 물질이 아니므로 신체의 일부분으로 보지 않았고 물질이 아닌 것을 과학적으로 분석할 수 없다고 생각했다. 그래서 심리학을 철학의 한 분야로 간주되었다. 이런 분위기는 19세기 후반까지 이어졌으나 여러 실험과 연구를 통해 유의미한 결과가 도출되자 심리학은 체계적이며 과학적으로 연구가 가능한 하나의 학문으로 취급되기 시작하였다.

### 형태주의 심리학
형태주의 심리학(또는 게슈탈트 심리학)은 1910년에서 1912년에 걸치는 기간 동안 시작된 것으로 알려져 있는데, 이 시기는 독일 심리학자 베르트하이머(M. Wertheimer)가 자신의 논문 <운동지각에 관한 실험연구>(Experimental studies on the perception of movement)을 통해 일상적인 지각 현상에 대한 새로운 시각을 제시한 시기이다. 게슈탈트 심리학의 창립에는 물리학자인 마흐, 철학자 에렌펠스, 칼 슈툼프(Carl Stumpf)의 세 사람이 큰 영향을 끼쳤다. 마흐는 특정한 공간-형태는 더 기본적인 요소로 환원될 수 없다고 주장하였다. 또한 에렌펠스는 "형태질"의 존재를 주장하여 특정한 경험의 질은 개별적 감각요소 이상임을 역설했다. 슈툼프(Stumpf)는 분트(Wundt)와의 논쟁 과정에서 숙달된 청자들이 그렇지 않은 일반인들보다 음악적 관찰자로서 더 적합함을 주장하였다. 이후의 게슈탈트 심리학자들은 이들의 영향 아래 성장하였다.
베르트하이머는 가현운동(apparent motion)에 주목하였으며, 여기서 실제로는 없었지만 지각된 움직임을 '파이(phi)운동'이라 불렀다. 이를 토대로 그는 "부분 과정 자체가 전체의 고유한 성질에 의해 결정된다"라는 결론을 내렸다. 이 연구는 게슈탈트 심리학의 문을 연 연구로 평가받고 있다. 베르트하이머의 피험자였던 코프카(Koffka)와 콜러(Kohler) 역시 게슈탈트 심리학자였으며, 모두 슈툼프 밑에서 박사학위를 받았다. 특히 코프카는 게슈탈트 심리학을 미국으로 전파하는 데 큰 역할을 하였으며, 콜러는 이후 게슈탈트 이론의 보급에 노력을 기울였다. 이들은 특히 게슈탈트 현상이 어떤 원리로 조직되는지에 관심을 기울여 연구하였으며, 이 연구들로 밝혀진 것들을 게슈탈트 체제화 원리(Gestalt organizing principles)라 이름붙여 발표하였다. 이 원리는 근접성, 유사성, 좋은 연속성으로 이루어져 있다.
레빈(Lewin)은 여러 가지 이력을 지닌 이색적인 심리학자였다. 그는 사회심리, 발달심리 등 여러 분야에 걸쳐 업적을 남겼으며 특히 사회심리학의 창시자로 간주된다. 그의 장 이론(field theory)은 생활공간이라는 개념을 핵심으로 하며, 이에 따르면 행동에 영향을 주는 것은 환경과 사람 모두이다. 레빈은 이를 B=f(P,S)라 나타냈다. 또한 그는 위상기하학을 차용하여 자신의 개념들을 시각적으로 표현하곤 했다. 이외에도 리더쉽 연구, 개별 사례 연구 등의 업적을 남겼다.

### 프로이트와 정신분석 심리학
1890년대에 이르러 오스트리아의 프로이트는 정신분석학을 주창하여 독자적인 심리학 영역을 구축하였다. 그는 인간의 행동을 무의식과 의식, 자아와 초자아라는 독특한 개념으로 설명하면서 인간 행동의 기반을 성적 에너지인 리비도와 죽음의 본능인 타나토스로 보았다. 이 중 리비도는 초기 프로이트, 타나토스는 2차 대전을 경험한 이후의 프로이트가 제창한 개념이다. 정신분석이 심리학에 기여한 가장 중요한 점은 '무의식'의 발견, 그리고 심적 결정론이라 할 수 있다.
프로이트 이후 직/간접적으로 그의 영향을 받은 수많은 정신분석가들이 배출되었으며, 그들 중 유명한 학자로는 '분석심리학'을 창시한 융, '개인심리학'을 창시한 아들러 등이 있다. 그러나 정신분석학은 곧 과학적 엄밀성의 결여, 경험적 증거의 부족, 이론체계의 반증불가능성 등으로 인해 혹독한 비판을 받게 되었으며, 특히 과학철학자 포퍼에 의해 유사과학의 세 가지 사례들 중 하나로 지적받게 되면서 그 지위를 크게 위협받게 되었다. 그러나 현재에 와서는 오히려 칼포퍼가 주장한 반증 가능성과 경험적 증거가 과학의 주요한 속성이라는 주장이 속속히 반박당하고 오류를 지니고 있음이 밝혀짐에 따라 이러한 지적은 상당부분 수그러들었다.
정신분석학의 과학적 지위에 대한 비판보다는 그 이론 자체가 적용되지 않은 부분들과 문제점, 그리고 프로이트 이론에 대한 반발감 등으로 영향력이 축소되어서 현대 심리학에서 정신분석이 차지하는 위치는 크지 않으며, 그들은 미국 심리학회 단체들 중 가장 큰 단체인 APA의 10% 미만, 그리고 또다른 중요한 단체인 APS의 5% 미만을 차지한다. 특히 실험심리학자들(기초심리학자들) 중 정신분석학을 지지하는 학자는 전혀 없다고 해도 과언이 아니다. 현대에 와서 정신분석학은 주로 임상가들에 의해 그 명맥이 이어지고 있으며, 오히려 정신분석은 문학비평 등 심리학이 아닌 다른 분야에서 각광을 받고 있는 추세라 할 수 있다.

### 행동주의 심리학
20세기 초 1920년대를 전후해서 왓슨, 손다이크, 헐(C. Hull), 톨먼(E. Tolman), 스키너 등에 의해 행동주의 심리학이 주창되었다. 이들은 쥐, 비둘기 등의 동물을 이용하여 학습 과정을 연구하였고, 인간을 포함한 동물의 학습이 환경의 자극에 대한 반응이라 주장하였다. 이 자극 반응 이론(S-R 이론)으로 미국을 중심으로한 세계 여러 사회에 커다란 영향을 미쳤으며 특히 교육에 큰 영향을 주었다. 행동주의 심리학자들은 특히 심리학의 과학화에 큰 공헌을 하였다. 그들은 '검증 가능한 것'을 강조하던 당시의 시대적 분위기에 발맞춰 심리학 연구에 있어서도 '검증 가능한 것'들만을 연구대상으로 삼아야 한다고 주장하였는데, 이는 그 이전의 큰 심리학적 흐름이었던 정신분석과 사뭇 다른 것이었다.
그러나 행동주의자들은  '검증가능한 것'에 대한 지나친 집착 때문에 정작 심리학의 진정한 연구 대상이라 할 수 있는 심적, 내적 과정에 대한 탐구를 소홀히 한 결과 여러 가지 어려움에 부딪히게 되었고, 결국 인지혁명 이후 주된 패러다임의 자리를 인지심리학 등 다른 분야에 내주게 되었다. 이는 인간의 겉모습만 보고 판단한다는 과장된 비유적 비판을 받게 되었다. 원래 뜻은 인간의 성격이나 감정, 본능이 행동으로 직결되며 이 외의 요소나 우연 등의 예외적인 것들을 고려하지 않고 행동이나 언어 등 겉으로 나타나는 것들을 관찰로 얻은 정보와 연관지어 인간의 감정이나 성격을 확신하여 규명하는 것을 비판한다는 뜻이다.

### 인본주의 심리학
1950년대 사르트르 등의 철학자가 주창한 실존주의의 영향으로 인본주의 심리학이 파급되었다. 주요 심리학자로는 욕구이론을 주창한 매슬로, 인간중심 심리치료를 주창한 로저스, 직관적이며 전체적 인지를 중시한 장 이론인 게슈탈트 심리학을 주창한 펄스(F. Perls) 등이 있다. (실존주의 심리학과 인본주의 심리학은 같다.)

### 인지주의 심리학
인지심리학은 감각정보를 변형하고, 단순화하며, 정교화하고, 저장하며, 인출하고 활용하는 등 모든 정신과정을 연구하는 학문이다" 역사적으로는 장 피아제의 인지발달이론으로 거슬러 올라갈 수 있겠으나 20세기 후반(1960년대 이후)에 본격적으로 일어난 이른바 '인지혁명'은 심리학의 패러다임을 완전히 바꾸어 놓았다. 당대를 지배하고 있던 행동주의 심리학은 인간을 단순한 자극-반응의 체계로 보았는데, 이로 인해 행동주의 심리학은 '블랙박스 심리학'이라는 비판을 피할 수 없게 되었다.
행동주의 심리학은 관찰, 측정이 가능한 것만을 연구의 대상으로 삼았는데 이로 인해 인간의 심적, 내적 과정에는 거의 관심을 기울이지 않아 이러한 자극-반응이 어떠한 경로와 기제를 통해 일어나는지를 거의 규명하지 못했다는 한계를 안고 있었다. 이러한 상황에서 노엄 촘스키 등 언어학자들과 앨런 튜링,폰 노이만 등의 컴퓨터과학자들의 영향을 받아 인지혁명이 시작되었다. 특히 촘스키는 심리학의 연구 대상은 인간의 내적 심리과정이어야 함을 주장하여 행동주의 심리학을 강하게 비판하였다.
당대 심리학의 새로운 패러다임이자 현재 심리학계의 가장 중요한 흐름 중 하나인 인지주의 심리학은 이렇게 시작되었다. 인지심리학은 행동주의 심리학과 달리 내적인 심리과정을 중시하며 이에 대한 연구를 주된 목표로 삼는다. 특히 인지심리학의 주된 특징 중 하나는 인간의 심리과정을 컴퓨터의 정보처리과정에 비유하여 이해한다는 것인데 이는 인접 학문들의 영향을 받은 결과다. 이로 인해 인지심리학은 흔히 인간정보처리론(human information processing)이라고도 불린다. 인지심리학은 현재 인접 학문들-철학, 컴퓨터과학, 신경과학, 언어학 등-과 협력하여 인간 인지과정의 신비를 벗기기 위해 부단히 노력하고 있으며, 그 자체로서 크게 간학문적인 성격을 지니고 있다. 인지주의 심리학의 거장으로는 알버트 엘리스, 아론 벡등이 거론된다.

## 심리학의 연구방법론
심리학도 다른 사회과학 분야들과 마찬가지로 질적 연구방법과 양적 연구방법, 두 가지를 모두 사용한다. 전자는 주로 임상가들에 의해, 후자는 주로 기초 분야 전공자들에 의해 많이 사용되나 양자가 혼용되는 경우도 많다. 양적 연구방법은 연구 대상의 특성을 수치화, 계량화하기 용이한 경우에 많이 사용되는데 이러한 연구방법이 적합한 사례로는 반응시간(response time)연구, 지능 연구와 같은 것이 있다. 양적 연구방법은 통계학의 지식들을 이용하여 연구 대상의 특성을 기술하고, 예측하는 것을 주된 목적으로 한다.
심리학에서 주로 사용되는 양적 연구방법론에는 IRT(문항반응이론), 다층 모형(Multilevel model), 구조방정식모형(Structural equation model), 경로분석(path analysis), 요인분석(Factor analysis)등이 있다. 양적 연구방법론의 가장 큰 강점은 일반화하기에 용이하다는 것이다. 질적 연구방법은 이와는 다르게 소수의 사례를 깊이있게 분석하는 것이 주된 목적으로, 임상가들에 의해 주로 사용되고 있다. 질적 연구방법론에서는 상담, 질문지 작성 등의 방법을 주로 사용하며 내담자나 연구대상의 심리적 상태를 심도있게 기술하는 것을 목적으로 한다. 심리학이 사용하는 방법의 과학성은 심리학을 경험과학답게 만들어 주는 가장 중요한 특징이라 할 수 있다.

## 심리학의 분야

### 기초 심리학
과학자형 모델로 대표되는 기초 심리학은 심리학의 학문적 바탕의 확립을 목표로 기초적 지식과 심리적 기제를 실험을 통해서 연구한다. 주로 인지 심리학, 학습 심리학, 발달심리학, 사회심리학, 생리심리학, 신경심리학 등이 포함되며  이는 귀납적 사고를 주로 사용하는 자연과학과는 달리 연역적 사고도 이용한다. 한편 이러한 주요한 과학자형 모델에는 구성개념을 전제로 하는 심리통계, 심리측정 및 검사 등의 수학적 접근이 포함된다.

### 응용 심리학
전문가형 모델로 대표되는 응용 심리학은 심리학의 실재 현장 장면의 적용을 목표로 적용 방법과 원리를 연구한다.
심리학의 방법과 결과를 실제 생활이나 실제 문제에 응용하려는 학문으로 심리학의 한 분야이다. 산업 심리학, 임상 심리학, 교육 심리학, 범죄 심리학, 건강 심리학, 여성심리학등이 이에 속한다.

#### 임상 심리학
임상 심리학은 정신건강에관한 정신적 이슈가 다루질 필요성에서 이를 대상으로 하는 심리학이다. 심리검사 및 심리평가뿐만아니라 심리연구를 포함하는 과학자-전문가 모델을 전제한다. 취약성-스트레스 모델등 통합적으로 의학적 조건(medical conditions)과 임상 과정(clinical process) 및 인지주의 또는 행동주의심리학등 여러 심리학적 접근을 다룬다.

#### 상담 심리학
상담 심리학(Counseling Psychology)은 정신적 이슈를 가진 사람들을 진단하거나 심리적 부담을 지원함으로써 자신의 문제를 극복하고 이전보다 더욱 성장할 수 있도록 돕는 것을 목표로 가진 심리학 분야이다. 상담 심리학 교육과정에는 검증된 상담이론을 비롯한 성격심리학•발달 심리학 등 다양한 이론 교육과 개인•집단상담 기법, 심리진단•평가, 사례 분석 등 다양한 실습 교육이 있다.
약물 처방권을 가진 정신과 의사와 비교해서 상담심리사는 생리심리학이나 약물심리학 또는 건강심리학 등을 고려해 다양한 치료기법과 기술을 통해 환자에게 도움을 줄 수 있다. 특정상황을 고려한 정신건강의 이슈에 따라 이의 개선을 위해 약물치료와 상담치료가 병행되거나 약물치료가 잠정적으로 중단될 수 있다. 또한  다른 심리학처럼 심리검사 및 심리평가뿐만아니라 심리연구를 포함하는 과학자-전문가 모델을 전제한다. 현재 상담 심리학은 기업, 학교, 기관 등 각 영역에서 다양하게 활동 중이다.
사회 심리학
사회 심리학은 사람들의 생각, 느낌, 행동이 실제로 존재하거나 상상되거나 암시되는 다른 사람들의 존재에 의해 어떻게 영향 받는지를 과학적으로 연구하는 학문으로, 쉽게 말해 사회적 행동에 관한 여러 현상을 연구하는 학문이다. 사회 심리학자들은 흔히 인간의 행동을 심적인 상태와 즉각적인 사회 상황의 상호작용의 결과로 설명한다. 일반적으로 사회 심리학자들은 실험실에 기반한 경험적인 발견을 선호하는 경향이 있다. 사회 심리학 이론들은 포괄적이고 일반적이기보다는 구체적이고 집중적이다.
따라서 사회 심리학자들은 사람들이 다른 이들의 존재 하에 특정한 방식으로 행동하게 만드는 요인들을 연구하고, 특정한 생각과 느낌, 행동이 일어나는 조건들을 찾는다. 사회 심리학은 느낌, 생각, 신념, 의도, 목표 등이 어떻게 구성되는지, 그리고 그런 요인들이 다른 이들과의 상호작용에 어떻게 영향을 미치는지에 관심을 둔다.
환경 심리학
환경 심리학은 인간과 외부 세계 사이의 관계를 탐구하는 심리학의 한 분야이다. 자연 환경과 건축 환경이 개인으로서 우리를 형성하는 방식을 조사한다. 환경심리학은 인간이 환경을 어떻게 변화시키는지, 그리고 환경이 인간의 경험과 행동을 어떻게 변화 시키는지를 강조한다. 이 분야에서는 환경이라는 용어를 자연 환경, 사회적 환경, 건축 환경, 학습 환경 및 정보 환경을 포괄하여 광범위하게 정의한다.
대인관계 심리학
인간의 행동 중 나와 타인과의 상호작용을 통해 심리적 안녕감(well-being)을 유지할 수 있도록 타인과 상호 작용이나 사회적 상호작용의 사실이나 현상을 기술, 설명, 해석, 예측하여 바람직한 인간관계를 연구하려는 학문이다.

## 주요 이론
- 무의식
- 초자아
- 트라우마
- 방어기제
- 정신분석
- 게슈탈트 붕괴
- 고전적 조건형성
- 조작적 조건형성
- 인지부조화
- 바넘 효과
- 심리 검사
- 성격 검사
- 초두효과
- 설단 현상
- 칵테일 파티 효과
- 전경-배경 이론
- 깨진 유리창 이론
- 정보처리이론
- 루시퍼 이펙트
- 스탠퍼드 감옥 실험
- 편안한 복제인간 증후군
- 원인론
- 목적론
- 해석 수준 이론

## 주요 심리학자
- 빌헬름 분트 심리학의 아버지
- 헤르만 에빙하우스 망각곡선 연구
- 찰스 다윈 진화심리학의 시조. 감정표현 연구의 선구자
- 프랜시스 골턴 심리측정의 선구자
- 제임스 카텔 미국 심리측정학의 대가
- 비네 지능검사 고안자
- 손다이크 교육심리학, 심리측정의 대가
- 르윈 게슈탈트 심리학자, 인지심리학자, 사회심리학자.
- 지그문트 프로이트 정신분석의 창시자,의식-무의식 개념
- 카를 융 집단무의식
- 장 피아제 발달 이론의 대부, 지능을 수식으로 표현
- 벌루스 스키너 보상 처벌 이론, 처벌 금지 법안
- 데이비드 로젠한 논문 "제 정신으로 정신병원에 들어가기(On Being Sane in Insane Places)"
- 스탠리 밀그램 밀그램 실험, 권위에의 복종
- 필립 짐바르도 스탠퍼드 감옥 실험, 루시퍼 이펙트
- 에이브러햄 매슬로 욕구 제단계 이론
- 칼 로저스 인본주의 심리학의 아버지
- 에드워드 톨먼 잠재학습 연구
- 노엄 촘스키 언어 심리학자
- 율릭 나이서 인지심리학의 초창기 공헌자
- 레프 세메노비치 비고츠키 언어로 사회-문화적 맥락에 관련지어 설명
- 대니얼 카너먼, 아모스 트버스키 의사결정 과정에서 일어나는 편향과 추단법에 대한 연구로 노벨상 수상
- 라몬 이 카할, 골지 뉴런 연구의 선구자
- 폴 브로카, 베르니케 브로카 영역, 베르니케 영역의 발견
- 도널드 헵 헵의 법칙 발견
- 콘라드 로렌츠 각인 현상의 발견자
- 에릭 에릭슨

## 같이 보기
- 심리치료
- 인문학
- 재난심리학(disaster psychology)
- 군사심리학(영어판)
- 군중심리학
  - 자살 예방
- 환경심리학
  - 깨진 유리창 이론
  - 범죄예방 환경설계
- 심리역사학(영어판)
  - 로이드 드마우스(영어판)
- 의상심리학(clothing psychology)
- 의사소통(휴먼 커뮤니케이션)
- 대인간 커뮤니케이션(영어판)
  - 잔소리 (심리)(영어판)
- 편집성 인격 장애
- 폭력 / 가정폭력
- 아동학대 / 동물학대
- 힐가드와 애트킨슨의 심리학 원론(Atkinson & Hilgard's Introduction to Psychology)
- 볼더 모델
- 찰스 다윈